# 小坑水库
小坑水库是中国广东省韶关市曲江区境内的一座水库，位于滇江上，建于1968年。水库正常库容为11316万立方米，平均水深为13.30米，集雨面积为139平方千米，海拔为225.2米。